# Мельба
Ме́льба (Pytilia) — рід горобцеподібних птахів родини астрильдових (Estrildidae). Представники цього роду мешкають в Африці на південь від Сахари.

## Види
Виділяють п'ять видів:
- Мельба строката (Pytilia melba)
- Мельба золотокрила (Pytilia afra)
- Мельба червонокрила (Pytilia phoenicoptera)
- Мельба сіра (Pytilia lineata)
- Мельба червонощока (Pytilia hypogrammica)